# ATP de Bangkok
O ATP de Bogotá – ou Thailand Open, na última edição – foi um torneio de tênis profissional masculino, de categoria ATP World Tour 250.
Realizado em Bangkok, capital da Tailândia, estreou em 2003 e durou onze edições. Em 2014, foi substituído por ATP de Shenzhen. Os jogos eram disputados em quadras de duras cobertas durante o mês de setembro.

## Finais

### Simples
| Ano  | Campeão                | Vice-campeão        | Resultado     |
| ---- | ---------------------- | ------------------- | ------------- |
| 2013 | Milos Raonic           | Tomáš Berdych       | 7–64, 6–3     |
| 2012 | Richard Gasquet        | Gilles Simon        | 6–2, 6–1      |
| 2011 | Andy Murray            | Donald Young        | 6–2, 6–0      |
| 2010 | Guillermo García-López | Jarkko Nieminen     | 6–4, 3–6, 6–4 |
| 2009 | Gilles Simon           | Viktor Troicki      | 7–5, 6–3      |
| 2008 | Jo-Wilfried Tsonga     | Novak Djokovic      | 7–64, 6–4     |
| 2007 | Dmitry Tursunov        | Benjamin Becker     | 6–2, 6–1      |
| 2006 | James Blake            | Ivan Ljubicic       | 6–3, 6–1      |
| 2005 | Roger Federer          | Andy Murray         | 6–3, 7–5      |
| 2004 | Roger Federer          | Andy Roddick        | 6–4, 6–0      |
| 2003 | Taylor Dent            | Juan Carlos Ferrero | 6–3, 7–65     |

### Duplas
| Ano  | Campeões                              | Vice-campeões                        | Resultado        |
| ---- | ------------------------------------- | ------------------------------------ | ---------------- |
| 2013 | Jamie Murray John Peers               | Tomasz Bednarek Johan Brunström      | 6–3, 3–6, [10–6] |
| 2012 | Lu Yen-hsun Danai Udomchoke           | Eric Butorac Paul Hanley             | 6–3, 6–4         |
| 2011 | Oliver Marach Aisam-ul-Haq Qureshi    | Michael Kohlmann Alexander Waske     | 7–64, 7–65       |
| 2010 | Viktor Troicki Christopher Kas        | Jonathan Erlich Jürgen Melzer        | 6–4, 6–4         |
| 2009 | Eric Butorac Rajeev Ram               | Guillermo García-López Mischa Zverev | 7–64, 6–3        |
| 2008 | Lukas Dlouhy Leander Paes             | Scott Lipsky David Martin            | 6–4, 7–64        |
| 2007 | Sonchat Ratiwatana Sanchai Ratiwatana | Michael Llodra Nicolas Mahut         | 3–6, 7–5, [10–7] |
| 2006 | Jonathan Erlich Andy Ram              | Andy Murray Jamie Murray             | 6–2, 2–6, [10–4] |
| 2005 | Paul Hanley Leander Paes              | Jonathan Erlich Andy Ram             | 56–7, 6–1, 6–2   |
| 2004 | Justin Gimelstob Graydon Oliver       | Yves Allegro Roger Federer           | 5–7, 6–4, 6–4    |
| 2003 | Jonathan Erlich Andy Ram              | Andrew Kratzmann Jarkko Nieminen     | 6–3, 7–64        |